# اولد کلمباین (آریزونا)
اولد کلمباین (به انگلیسی: Old Columbine) یک منطقهٔ مسکونی در ایالات متحده آمریکا است که در آریزونا قرار دارد. اولد کلمباین ۲٬۸۵۲٫۹۶ متر بالاتر از سطح دریا واقع شده‌است.